# Pseudopsallus hixsoni
Pseudopsallus hixsoni är en insektsart som först beskrevs av Knight 1969.  Pseudopsallus hixsoni ingår i släktet Pseudopsallus och familjen ängsskinnbaggar. Inga underarter finns listade i Catalogue of Life.